# Bank of Glen Jean
La Bank of Glen Jean est une ancienne banque américaine située à Glen Jean, dans le comté de Fayette, en Virginie-Occidentale. Protégée au sein des parc national et réserve de New River Gorge, elle est inscrite au Registre national des lieux historiques depuis le 10 février 1983.